# Совершенная конъюнктивная нормальная форма
Совершенная конъюнктивная нормальная форма (СКНФ) — одна из форм представления функции алгебры логики (булевой функции) в виде логического выражения. Представляет собой частный случай КНФ, удовлетворяющий следующим трём условиям:
·       в ней нет одинаковых множителей (элементарных дизъюнкций);
·       в каждом множителе нет повторяющихся переменных;
·       каждый множитель содержит все переменные, от которых зависит булева функция (каждая переменная может входить в множитель либо в прямой, либо в инверсной форме).
Любая булева формула, не являющаяся тождественно истинной, может быть приведена к СКНФ..

## Пример нахождения СКНФ
Для того, чтобы получить СКНФ функции, требуется составить её таблицу истинности. К примеру, возьмём одну из таблиц истинности статьи минимизация логических функций методом Квайна:
| {\displaystyle x_{1}} | {\displaystyle x_{2}} | {\displaystyle x_{3}} | {\displaystyle x_{4}} | {\displaystyle f(x_{1},x_{2},x_{3},x_{4})} |
| --------------------- | --------------------- | --------------------- | --------------------- | ------------------------------------------ |
| 0                     | 0                     | 0                     | 0                     | 1                                          |
| 0                     | 0                     | 0                     | 1                     | 1                                          |
| 0                     | 0                     | 1                     | 0                     | 1                                          |
| 0                     | 0                     | 1                     | 1                     | 0                                          |
| 0                     | 1                     | 0                     | 0                     | 0                                          |
| 0                     | 1                     | 0                     | 1                     | 0                                          |
| 0                     | 1                     | 1                     | 0                     | 1                                          |
| 0                     | 1                     | 1                     | 1                     | 0                                          |
| 1                     | 0                     | 0                     | 0                     | 0                                          |
| 1                     | 0                     | 0                     | 1                     | 0                                          |
| 1                     | 0                     | 1                     | 0                     | 0                                          |
| 1                     | 0                     | 1                     | 1                     | 0                                          |
| 1                     | 1                     | 0                     | 0                     | 0                                          |
| 1                     | 1                     | 0                     | 1                     | 0                                          |
| 1                     | 1                     | 1                     | 0                     | 1                                          |
| 1                     | 1                     | 1                     | 1                     | 1                                          |

В ячейках строки́ {\displaystyle f(x_{1},x_{2},x_{3},x_{4})} отмечаются лишь те комбинации, которые приводят логическое выражение в состояние нуля.
Четвёртая строка содержит 0 в указанном поле. Отмечаются значения всех четырёх переменных, это:
- {\displaystyle x_{1}=0}
- {\displaystyle x_{2}=0}
- {\displaystyle x_{3}=1}
- {\displaystyle x_{4}=1}

В дизъюнкцию записывается переменная без инверсии, если она в наборе равна 0, и с инверсией, если она равна 1.
Первый член СКНФ рассматриваемой функции выглядит так: {\displaystyle x_{1}\vee x_{2}\vee {\overline {x_{3}}}\vee {\overline {x_{4}}}}
Остальные члены СКНФ составляются по аналогии:
{\displaystyle ({x_{1}}\lor {x_{2}}\lor {\overline {x_{3}}}\lor {\overline {x_{4}}})\land ({x_{1}}\lor {\overline {x_{2}}}\lor {x_{3}}\lor {x_{4}})\land ({x_{1}}\lor {\overline {x_{2}}}\lor {x_{3}}\lor {\overline {x_{4}}})\land ({x_{1}}\lor {\overline {x_{2}}}\lor {\overline {x_{3}}}\lor {\overline {x_{4}}})\land }
{\displaystyle ({\overline {x_{1}}}\lor {x_{2}}\lor {x_{3}}\lor {x_{4}})\land ({\overline {x_{1}}}\lor {x_{2}}\lor {x_{3}}\lor {\overline {x_{4}}})\land ({\overline {x_{1}}}\lor {x_{2}}\lor {\overline {x_{3}}}\lor {x_{4}})\land ({\overline {x_{1}}}\lor {x_{2}}\lor {\overline {x_{3}}}\lor {\overline {x_{4}}})\land }
{\displaystyle ({\overline {x_{1}}}\lor {\overline {x_{2}}}\lor {x_{3}}\lor {x_{4}})\land ({\overline {x_{1}}}\lor {\overline {x_{2}}}\lor {x_{3}}\lor {\overline {x_{4}}})}